# 桂田富士郎
桂田 富士郎（かつらだ ふじろう、1867年6月7日（慶応3年5月5日） - 1946年（昭和21年）4月5日）は日本の医師、病理学者である。日本住血吸虫の発見で知られる。

## 経歴
1867年（慶応3年）、大聖寺藩士であった庄田豊哉の長男として加賀国江沼郡大聖寺町耳聞山町（現石川県加賀市）に生まれる。幼名は幸吉。幼少から勉学に優れ、1882年（明治15年）に錦城小学校の高等小学全科を首席で卒業している。
翌1883年（明治16年）5月に石川県立金沢医学校（現金沢大学医学部）に進学。
1887年（明治20年）に石川県立金沢医学校を首席で卒業後、帝国大学医科大学（現東京大学医学部）病理学教室に入り初代教授の三浦守治に師事した。この年、桂田家の養子となり家督を継ぐ。富士郎と改名。
1890年（明治23年）、三浦の推薦を受け岡山の第三高等中学校医学部(岡山医学専門学校の前身)に講師として赴任。病理学および法医学を担当した。同校が発足して2年目のことである。当時、岡山地方にはジストマ病が蔓延しており、東京帝国大学医科大学病理学教室教授に就任したばかりの山極勝三郎、内科学教室助手の井上善次郎が肺ジストマ調査のため東京から出張している。桂田も彼らと協力して病因解明に向け研究にとり組んだ。なお1891年（明治24年）、井上は縁あって第三高等中学校医学部教授に赴任している。
1893年（明治26年）、岡山医学専門学校（現岡山大学医学部）病理学教室教授に昇任する。当時、東京帝国大学以外の医育機関に専任の病理学教授が置かれた初の例となった。
その後も桂田は岡山に本拠を置き、ジストマ病の調査・研究を続けることになる。
1899年（明治32年）、文部大臣より2年間のドイツ留学を命じられ、フライブルク大学のチーグレル教授に師事した。フライブルクでは7編の論文をまとめている。
1901年（明治34年）1月、帰国を前に文部大臣より欧州各地の巡遊を許可されたためイタリア、オーストリア、ロシアを巡り、ロンドン経由で1902年（明治35年）2月に帰朝、復職した。同年5月には東京帝国大学に学術論文を提出し、医学博士の学位を授与されている。

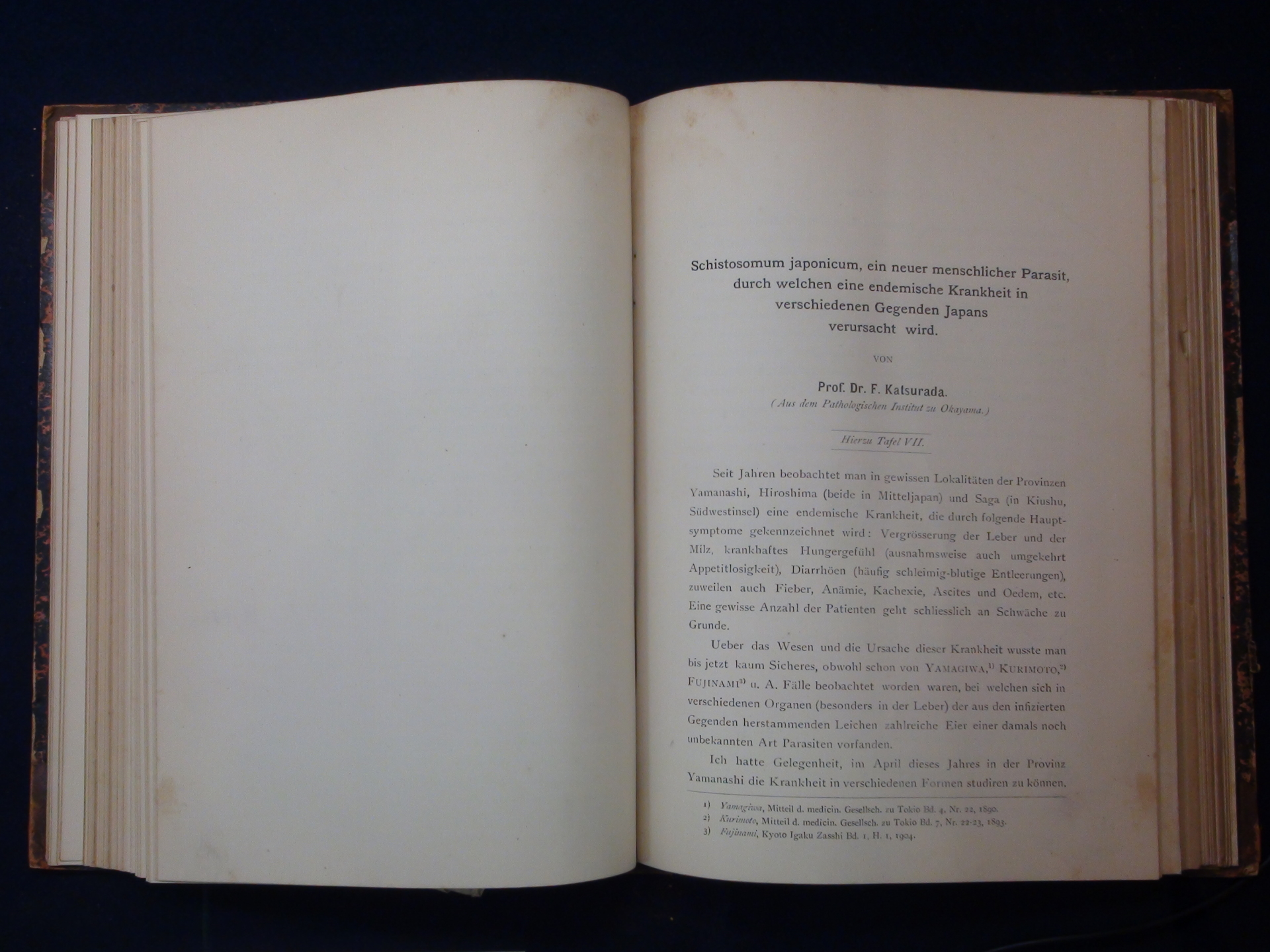
桂田富士郎による、日本住血吸虫発見のドイツ語論文。1904年

1904年（明治37年）4月、山梨県の地方病解明のため同県甲府市に滞在。患者の検体から得られた正体不明の虫卵を観察し、これまで自らが研究してきた肝臓ジストマとは異なる吸虫類なのではないかと推定した。桂田の協力者であり当地で医院を開業していた三神三朗の飼い猫を解剖し、アルコール固定した肝臓と腸の摘出標本を岡山に持ち帰った彼は、同年5月26日、その肝門脈からついに本疾患の病原と思われる新種の二口住血吸虫を発見する。京都帝国大学医科大学病理学教室教授の藤浪鑑が患者の肝門脈から新種の寄生虫を発見するわずか4日前のことだった。
このネコから見つけ出した寄生虫を、桂田は雌雄異体吸虫属 Schistosomum の新種として日本住血吸虫 Schistosomum japonicum Katsurada （後に Schistosoma japonicum Katsurada と改称）と命名し、その概略を1904年（明治37年）8月13日付け官報第6337号に掲載、さらにドイツ語の論文にもまとめて報告した。
日本住血吸虫の発見で有名になった桂田は研究だけでなく教育にも熱心だったことから学生たちにも慕われ、名実共に岡山医学専門学校の看板教授となった。しかしこれが当時の学校長との軋轢を生むことになる。
1905年（明治38年）1月、桂田は京都帝国大学福岡医科大学（現九州大学医学部）の講師を委嘱されると共に病理学教室の責任者に指名された。講師の委嘱は翌1906年（明治39年）8月に一旦解かれたが、そのとき桂田を福岡医科大学病理学教室の専任教授として招きたいと、福岡医科大学の大森治豊学長ならびに3人の学生代表が自ら岡山に来て請願したため、岡山医学専門学校校長の菅之芳は桂田の九州転任を了承した。地方の医学校出身の桂田にとっては栄転であるが、岡山の地に愛着を感じていた彼は、学長の厚意に感謝しながらもこれを固辞した。
1912年（大正元年）11月9日、桂田は釈然としない理由で文部省から突然の分限休職を命じられた。桂田の評判を快く思わない菅校長が、文部省に桂田非難の報告を行ったのである。文部省は校長の意見を容れて桂田を分限休職処分としたのであるが、それに対し桂田の復職を要求する学生ストライキが2度に亘り敢行され、また学生代表が上京して文部省に桂田の復職と学校の改善を直訴するなど、学内は大混乱に陥った。
最終的には桂田の休職は解かれないものの校長も引責辞任することになり、学内だけでなく地域社会まで巻き込んで全国を騒がせた岡山医学専門学校の紛争はここで一応の終結をみる。この騒ぎで3人の学生が放校処分となっている。
文部省は桂田に休職を命じたが、事情を勘案したためか、桂田を休職教授のまま翌1913年（大正2年）にロンドンで開催された万国医学会の日本代表委員として派遣し、当地で日本住血吸虫に関する講演を行っている。
帰国後の1914年（大正3年）11月、桂田は岡山医学専門学校を正式に辞し、拠点を岡山から神戸に移した。大阪商船社長の中橋徳五郎の出資により神戸に船員病及び熱帯病研究所と付属摂津病院が設立されたのである。桂田はその初代所長兼病院長に就任し、後半生を研究と後進の指導に専念した。
この間1914年（大正3年）5月、「吸虫類の研究について」の論文により、東京帝国大学理科大学（現東京大学理学部）から理学博士の学位を授与されている。
1918年（大正7年）、日本住血吸虫症の病因解明による業績で藤浪鑑と共に帝国学士院賞を受賞。
戦後間もない1946年（昭和21年）、肺炎のため郷里の加賀・大聖寺で死去。80歳没。

## 社会貢献
- 1911年（明治44年）から2年間、日本病理学会の副会長を、また1918年(大正7年)に会長を歴任し、1931年（昭和6年）には名誉会長に推挙されている。
- 1918年（大正7年）には後進の育成のため財団法人船員病及び熱帯病学奨励会を設立し、船員および熱帯病の治療に情熱を傾けた。これは生前処分による寄付行為により、桂田が帝国学士院賞の賞金をもとに私財1万2千円を投じて立ち上げたものである。
- 1920年（大正9年）、イタリアのゼノアで開かれた海員に関する労働会議の日本政府代表委員顧問として派遣され、欧米各国における医学教育に関する視察を行った。
- 1929年（昭和4年）には日本人で初めて英国王立医学会の名誉会員に推された。また同年、第2回日本寄生虫学会会長を勤めている。
- 日本寄生虫予防会は毎年、寄生虫学の振興に寄与し集大成された研究業績に対して「桂田賞」を贈呈している（2002年までは財団法人寄生虫病学奨励会から贈られていた）。この賞は、桂田が設立した奨励会が戦後間もない1948年(昭和23)から熱帯病や寄生虫病に関する優れた業績を上げた研究者に贈っていた奨励賞を受けついだものである。

## 著作
- 1894年(明治27年) 『病理汎論 第1巻～第3巻』 吐鳳堂書店
- 1902年(明治35年) 『虎列剌伝染予防論』

## 参考資料
- Fischer I, Voswinckel P (2002) Muenchen-Berlin: Urban & Schwarzenberg. In: Biographisches Lexikon der hervorragenden Ärzte der letzten fünfzig Jahre. pp742-743, Olms, Germany. ISBN 978-3487116594
- Tanaka H, Tsuji M (1997) From discovery to eradication of schistosomiasis in Japan: 1847-1996. Int J Parasitol 27(12):1465-1480. PMID 9467732
- Ishii A, Tsuji M, Tada I (2003) History of Katayama disease: schistosomiasis japonica in Katayama district, Hiroshima, Japan. Parasitol Int 52(4):313-319. PMID 14665388
- 小田晧二 (2004) 日本住血吸虫発見100年記念 桂田富士郎先生の顕彰. 岡山医学同窓会報 第96号
- 小田晧二 (2005) 桂田富士郎と日本住血吸虫発見100年. 岡山医学会雑誌 117:1-8.